# Martha Rosler
Martha Rosler (Brooklyn, Nueva York, 1943) es una artista norteamericana que trabaja en fotografía y foto-texto, vídeo, instalación, escultura, y performance, además escribe artículos sobre arte y cultura. El trabajo de Rosler está centrado en su vida diaria y la esfera pública, en muchos casos basada en la experiencia de las mujeres. Las preocupaciones recurrentes son los medios de comunicación y la guerra, así como la arquitectura y el entorno, desde la falta de vivienda  y los diferentes sistemas de transporte.

## Educación
Rosler pasó sus años de formación en California, de 1968 a 1980, primero en el condado de San Diego y después en San Francisco. También ha vivido y ejercido la enseñanza en Canadá. Se graduó en  el Erasmus Hall High School de Brooklyn, en el Brooklyn College (1965) y en la University of California, San Diego (1974). Desde el año 1981 vive en la Ciudad de Nueva York.

## Trayectoria profesional
Tanto el trabajo como los escritos de Rosler han sido ampliamente influyentes. Entre sus medios de expresión se encuentran el fotomontaje, el foto-texto, la escultura y la instalación. Rosler ha impartido conferencias a nivel nacional e internacional. Enseñó fotografía y medios de comunicación, historia de la fotografía y el vídeo y estudios críticos, en la Universidad Rutgers, en Nuevo Brunswick, Nueva Jersey, donde impartió clase durante treinta años, logrando el rango de Profesor II. También fue profesora en el Städelschule en Fráncfort, Alemania, profesora invitada en la Universidad de San Diego, California.
Rosler trabaja como asesora para los departamentos de educación del Whitney Museum of American Art, del Museum of Modern Art, y del Center for Urban Pedagogy, todos ellos en la Ciudad de Nueva York. Es una Miembro de la junta directiva del Vera List Center for Art and Politics at the New School, de Nueva York y miembro de la junta asesora del Center for Urban Pedagogy. También ha servido en el consejo de administración del Temple Hoyne Buell Center for the study of American Architecture en la Columbia University de Nueva York. También es miembro de la junta directiva de la Association for Independent Video and Film and the Media Alliance y antigua miembro del Van Alen Center. Desde los años 80 ha sido asidua conferenciante en el Whitney Independent Study Program en Nueva York, donde formó parte del profesorado anteriormente.
Rosler es conocida por sus escritos así como por su trabajo artístico multimedia. Ha publicado más de 16 libros sobre su obra artística y sus ensayos críticos sobre arte, fotografía, y temas culturales, algunos de los cuales han sido traducidos a otros idiomas. Sus ensayos han sido ampliamente publicados e incluidos en antologías.

## Trabajo

### Semiotics of the Kitchen
Semiótica De la Cocina (1974/75) es un trabajo pionero de videoarte feminista en el que se parodiaba los primeros programas televisivos de cocina. Rosler muestra algunas herramientas de cocina por orden alfabético. Cuando sus gestos empiezan a tomar una dirección inesperada y posiblemente alarmante, el personaje finalmente reparte las herramientas y utiliza su cuerpo a modo de semáforo. Rosler ha sugerido que este trabajo humorístico pretende desafiar las expectativas sociales de las mujeres con respecto a la producción de alimentos y, más ampliamente, el papel del lenguaje en la determinación de estas expectativas. La cuestión que trata este trabajo es si se puede decir que la mujer "habla por sí misma".

### Otros trabajos de vídeo
Otros vídeos anteriores son Vital Statistics of a Citizen, Simply Obtained (1977), Losing: A Conversation with the Parents (1977), y Martha Rosler Reads Vogue (1982), con Paper Tiger Television realiza Domination and the Everyday (1980) y Born to Be Sold: Martha Rosler Reads the Strange Case of Baby $/M (1988). Muchos de sus trabajos de vídeo están orientados hacia el poder geopolítico, incluyendo Secrets From the Street: No Disclosure (1980); A Simple Case for Torture, or How to Sleep at Night (1983); If It's Too Bad to be True, It Could Be DISINFORMATION (1985); la instalación de tres canales Global Taste: A Meal in Three Courses (1985); y Because This Is Britain (2014), entre otros.
Rosler emplea narrativas basadas en el desempeño e imágenes simbólicas de los medios de comunicación para interrumpir las expectativas de los espectadores. Rosler dice: "El video en sí mismo" no es inocente: "Sin embargo, el video me permite construir, usando una variedad de formas narrativas ficticias, 'señuelos' entablando una dialéctica con la televisión comercial".
Estos conceptos se destacan en obras como Semiotics of the Kitchen, en las que una cámara estática enfoca a una mujer en la cocina que interactúa con los utensilios de cocina, nombrando y demostrando sus usos en extraños gestos, hablando de las expectativas de las mujeres en los espacios domésticos.

### Fotografía y fotomontaje
El trabajo fotográfico de Rosler The Bowery in two inadequate descriptive systems (1974/75) se considera un trabajo trascendental en la práctica fotográfica conceptual posmoderna. La serie de 45 fotografías en blanco y negro emparejan fotos de escaparates en Bowery, en el momento de la obra se hace una famosa "skid row" de la ciudad de Nueva York, con fotografías de grupos de textos en su mayoría metafóricos que hablan de los borrachos y su comportamiento. Las fotos se muestran en una cuadrícula para acentuar la naturaleza anti-expresionista del trabajo y la limitación inherente de ambos sistemas visuales y lingüísticos para describir las experiencias humanas y los problemas sociales.
Algunas de las obras más conocidas de Rosler se recopilan bajo el título de House Beautiful: Bringing the War Home (hacia 1967-72). Esta es una serie de fotomontajes que yuxtaponen escenas de hogares de clase media, principalmente interiores, con fotos documentales de la Guerra de Vietnam. Estas imágenes se distribuyeron principalmente como fotocopias en las marchas contra la guerra del Vietnam y ocasionalmente en periódicos clandestinos. Estas imágenes continúan la tradición del fotomontaje político al estilo de John Heartfield y Hannah Höch, así como del arte pop de la obra de Richard Hamilton ¿Qué es lo que hace que las casas de hoy sean tan diferentes, tan atractivas? Tanto las imágenes de guerra como los interiores domésticos fueron recopilados de los números de Life Magazine y revistas de mercado popular similares. Estos trabajos buscaron reunir los dos mundos aparentemente separados para implicar conexiones entre las industrias de guerra y las industrias del hogar.
Rosler volvió a trabajar sobre esta serie en 2004 y 2008 al producir nuevas imágenes basadas en la guerra en Irak y Afganistán, bajo el título House Beautiful: Bringing the War Home, New Series. Sintiendo que su serie original había sido aceptada y estetizada, su nueva serie fue diseñada para abordar las continuidades paralelas a la Guerra de Vietnam y desestabilizar a los espectadores complacientes. Rosler describió la actitud "rah rah" de los medios y la política estadounidense que le recordó las manipulaciones políticas del pasado.
También se destaca su serie de fotomontajes titulada Body Beautiful, o Beauty Knows No Pain ( 1965-72), que aborda la representación fotográfica de las mujeres y la domesticidad. Estas obras precedieron ligeramente a los montajes contra la guerra y estimularon su creación.
Muchos de estos trabajos están relacionados con la geopolítica de los derechos y la desposesión. Sus series de escritura y fotografía sobre carreteras, el sistema de transporte aéreo y subterráneos urbanos se unen a otras obras sobre urbanismo y arquitectura, desde la vivienda hasta la indigencia y el entorno construido, y los lugares de paso y de transporte. Rocío de la Villa en la conferencia Arte y feminismos: el activismo y lo público impartida en El Escorial, Madrid, en 2001 destaca el compromiso social de Rosler "sus trabajos están gobernados por el concepto de colaboración con diversos colectivos sociales, lo personal es político " 

## Exposiciones
Rosler ha tenido numerosas exposiciones individuales. Una retrospectiva de su trabajo, Positions in the Life World (1998-2000) se mostró en cinco ciudades europeas (Birmingham, Inglaterra, Viena, Lyon / Villeurbanne, Barcelona y Róterdam) y, paralelamente, en el International Center of Photography y en el New Museum of Contemporary Art (ambos en Nueva York). Recientemente ha sido objeto de una extensa exposición retrospectiva en la Galleria Civica d’Arte Moderna e Contemporanea (GAM), en Turín. En 2006, su obra fue objeto de exposiciones individuales en la Universidad de Rennes y en 2007 en el Museo de Arte de Worcester. Su trabajo se ha visto en la Bienal de Venecia de 2003; la Bienal de Liverpool, la Bienal de Taipéi (ambas de 2004) y la Bienal de Singapur (2011) y la Thessaloniki Biènnale (2017); así como también muchas muestras importantes internacionales, incluidas las exposiciones "Documenta" en Kassel, Alemania, en 1982 y 2007, SkulpturProjekte, Münster en 2007, y varias Bienales de Whitney Museum en Nueva York.
En 1989, en lugar de una exposición individual en la Dia Art Foundation en la ciudad de Nueva York, Rosler organizó el proyecto If You Lived Here Still, en el que participaron más de 50 artistas, productores de cine y video, fotógrafos, arquitectos, personas sin hogar, ocupantes ilegales, grupos de activistas y escolares abordaron situaciones conflictivas, arquitectura, planificación y visiones utópicas, en tres exposiciones separadas, cuatro foros públicos y eventos asociados. En 2009, una exposición del archivo basada en este proyecto, If You Lived Here Still, se inauguró en la galería e-flux en Nueva York y luego viajó (2010) a la Casco Office for Art Design and Theory, en Utrecht, Países Bajos, y La Virreina Centro de la Imagen en Barcelona. Siguiendo la problemática abordada por estas exposiciones, Rosler junto con el urbanista Miguel Robles-Durán trabajaron en un proyecto de instalación urbana en Hamburgo, Alemania, llamado We Promise! (2015), que enfrenta las conflictivas promesas de proyectos de regeneración urbana en Europa a través de un conjunto de carteles públicos en la calle y en el transporte público. Las versiones del espectáculo de 1989 se han montado en muchos lugares en varios continentes.
En 2016, un proyecto de un año en la New Foundation Seattle y en Seattle, bajo la rúbrica Housing Is a Human Right, repitió las tres exposiciones de la Dia Fundation de 1989, If You Lived Here pero centrándose especialmente en la ciudad contemporánea de Seattle. Sin embargo, la New Foundation, que también la convirtió en la primera destinataria de su premio a una distinguida artista femenina que trabaja en el campo de la justicia social, dejó de operar después de la realización de las dos primeras exposiciones. Posteriormente, también en 2016, Rosler organizó una exposición en Nueva York que incluyó gran parte del material de la Dia Fundation y Seattle, pero se centró en la ciudad de Nueva York. Trabajando con su comisaría de Seattle, Yoko Ott, y Miguel Robles-Durán, y con la ayuda de Dan Wiley, quien trabajó con ella en la organización de los componentes clave de la exposición de 1989, y muchos otros, Rosler montó la exposición If you can't afford to live here, mo-o-ove! en Mitchell-Innes and Nash, rebautizado como un espacio público, la Temporary Office of Urban Disturbances. También se llevaron a cabo cuatro foros públicos sobre el arte, la gentrificación y la privatización de la vivienda.
En la exposición de la Utopia Station en la Bienal de Venecia de 2003, Rosler trabajó con cerca de 30 de sus estudiantes de Estocolmo y Copenhague, así como un pequeño grupo de exparticipantes en el taller, 'the Fleas' (Las Pulgas), y sus estudiantes graduados de su video seminario en Yale, para producir un mini-pabellón, recientemente diseñado y construido, pero dejado sin terminar a propósito, así como grandes pancartas, un periódico colectivo, muchos proyectos, tanto individuales como colectivos, explorando esquemas y comunidades utópicas y sus ramificaciones políticas y sociales. Rosler también ha producido dos recorridos por sitios históricos, uno en Hamburgo (1993) y otro en Liverpool (2004), junto con proyectos comisariados de arte. En la Frieze Art Fair (Londres) de 2005, realizó un recorrido por este espacio temporal desde su ubicación y construcción hasta todos los aspectos de su trabajo, incluido el servicio al cliente, servicio de alimentos, baños, salones VIP, publicidad, mantenimiento y seguridad.
Su exposición individual Meta-Monumental Garage Sale se llevó a cabo en el Museum of Modern Art (MoMA) en Nueva York en noviembre de 2012, revisitando una serie de exhibiciones que tuvo en 1973 en San Diego y 1977 en San Francisco centradas en la venta "Garage Sale" americana. La venta, realizada en el atrio del MoMa, se inspiró en el interés de Rosler en este tipo de ventas, una forma social de pequeña escala, pequeña ciudad local y comercio suburbano ampliamente organizada y frecuentada por mujeres, que experimentó por primera vez cuando se mudó de Nueva York, donde tales fenómenos eran entonces completamente desconocidos, al sur de California. Por encargo de los conservadores del museo, recreó dichas ventas en varias salas de arte europeas y en Nueva York a partir de 1999, culminando con la venta Fair Trade Garage Sale en el Museum of Cultural History en Basel,  junto con la Feria de Arte de Bassel de 2010 y luego en el MoMA en 2012. La Meta-Monumental Garage Sale 2012 en el MoMA ofreció más de 14,000 artículos, incluyendo las tenencias acumuladas de Rosler, muchas de las cuales fueron reinterpretaciones previas de este trabajo, y objetos aportados por empleados del museo y del público. También hubo dos números de un periódico, dos sesiones públicas que evaluaban cuestiones de valor y significado, una de las cuales incluía a un psiquiatra. El trabajo, desde su inicio en 1973, pretendía invocar cuestiones de arte y valor, ya que los eventos siempre se realizaban en museos y galerías no comerciales, o en espacios asociados a ellos, para hacer ver que las mujeres regularmente negocian económicamente en los espacios domésticos. La crítica de arte Bea Espejo resalta en el artículo de El País de octubre de 2017 Martha Rosler: La imaginación artística sigue soñando con la acción histórica. La artista reflexiona sobre arte y gentrificación en su último libro en español, 'Cultura de clase' "Lo hace desde un enfoque feminista cargado de ironía e indagando canales alternativos. Todos los que le interesan empiezan por c: calle, casa, cocina, cuerpo, comunidad, complicidad, cuestionamiento. Crítica de la cultura" 
A partir de noviembre de 2005, e-flux patrocinó la "Biblioteca Martha Rosler", una sala de lectura en la que se pusieron a disposición más de 7.500 volúmenes de su colección privada como recurso público en locales de instituciones de arte, escuelas y bibliotecas. La colección comenzó en la galería de e-flux en Nueva York y luego viajó al Frankfurter Kunstverein en Alemania; al NICC de Amberes, un espacio dirigido por artistas, junto con el MuHKA (Museo de Arte Contemporáneo); a la Escuela Plaza de las Naciones Unidas en Berlín; al Institut National de L'Histoire de L'Art en París; a Stills en Edimburgo; a la Escuela de Arte de John Moore en Liverpool; y a la Galería en la Universidad de Massachusetts, Amherst, antes de retirarse. En la "Biblioteca Martha Rosler", los visitantes podían sentarse y leer o hacer fotocopias gratis. Otros proyectos, como la lectura de grupos y las lecturas públicas, se organizaron localmente junto con el proyecto.

## Publicaciones
Los ensayos de Martha Rosler se han publicado ampliamente en catálogos y revistas, como Artforum, Afterimage, Quaderns y Grey Room, y se han editado colecciones, incluidas Women Artists at the Millennium (October Books / MIT, 2006), entre muchas otras. Ella ha producido numerosas otras "word works" y publicaciones de fotos / textos; explorando la cocina en un diálogo simulado entre Julia Child y Craig Claiborne, analizando imágenes de mujeres en Rusia o explorando respuestas a la represión, la crisis y la guerra. Su ensayo de 1981, In, Around y Afterthoughts (sobre fotografía documental), ha sido ampliamente citado, republicado y traducido y se le atribuye un gran papel en el desmantelamiento de los mitos del desinterés fotográfico y en generar un debate sobre la importancia de estructura institucional y discursiva para determinar el significado fotográfico.
Rosler ha publicado dieciséis libros de fotografía, arte y escritura. Entre ellos se encuentran Decoys and Disruptions: Selected Essays 1975-2001 (MIT Press, 2004), los libros de fotografías Apasionate Signals (Cantz, 2005), In the Place of the Public: Observations of a Frequent Flyer (Cantz, 1997), y Rights of Passage (NYFA, 1995). If You Lived Here (Free Press, 1991) discute y complementa su  Dia project sobre vivienda, personas sin hogar y vida urbana. Varios libros, en inglés y otros idiomas, se publicaron en 2006, incluida una edición de 25 años de tres trabajos (Prensa de la Escuela de Arte y Diseño de Nueva Escocia) con un nuevo prólogo de Rosler. La colección Imágenes Públicas, traducciones al español de algunos ensayos y guiones de video, se publicó en 2007. Su libro Culture Class, sobre gentrificación, artistas, instituciones artísticas y la teoría de la clase de cultura, fue publicado por e-flux y Sternberg Press en 2013.

## Videografía
- A Budding Gourmet 1974, 17:45 min, b&w, sound
- Semiotics of the Kitchen 1975, 6:09 min, b&w, sound
- Losing: A Conversation with the Parents 1977, 18:39 min, color,sound
- The East Is Red, The West Is Bending 1977, 19:57 min, color, sound
- From the PTA, the High School and the City of Del Mar 1977, 6:58 minutes
- Vital Statistics of a Citizen, Simply Obtained 1977, 39:20 min, color, sound
- Travelling Garage Sale 1977, 30 min, b&w
- Domination and the Everyday 1978, 32:07 min, color, sound
- Secrets From the Street: No Disclosure 1980, 12:20 min, color, sound
- Optimism/Pessimism: Constructing a Life 1981, 44 minutes
- Watchwords of the Eighties 1981-82, 62 minutes
- Martha Rosler Reads Vogue 1982, 25:45 min, color, sound
- A Simple Case for Torture, or How to Sleep at Night 1983, 62 minutes
- Fascination with the (Game of the) Exploding (Historical) Hollow Leg 1983, 58:16 min, color, sound
- If it's too bad to be true, it could be DISINFORMATION 1985, 16:26 min, color, sound
- Global Taste: A Meal in Three Courses 1985, 30 minutes, 3-channel installation
- Born to be Sold: Martha Rosler Reads the Strange Case of Baby $/M (with Paper Tiger Television) 1988, 35 min, color, sound
- In the Place of the Public: Airport Series 1990, 4 h, color, sound
- Greenpoint: The Garden Spot of the World 1993, 19:24 minutes
- How Do We Know What Home Looks Like? 1993, 31 min, color, sound
- Seattle: Hidden Histories 1991-95, 13 min, color, sound
- Chile on the Road to NAFTA 1997, 10 min, color, sound
- Prototype (God Bless America) 2006, 1 minute
- Semiotics of the Kitchen: An Audition 2011, 10:26 min, color, sound
- Because This Is Britain, 2014, 3 minutes
- Museums Will Eat Your Lunch, 2014, 3 minutes

## Premios
- 2005 Spectrum International Prize in Photography — accompanied by a retrospective, “If Not Now, When?” largely of photo and video works but also a garage sale, at the Sprengel Museum in Hanover and, on slightly smaller scale, at the Neue Gesellschaft der Bildende Kunst, or NGBK in Berlin. The book Passionate Signals accompanied this exhibition.
- 2006 Oskar Kokoschka Prize — Austria's highest fine arts award
- 2007 Anonymous Was A Woman Award
- 2009 USA Artists Nimoy Fellow for photography
- 2009 Civitella Ranieri Residency
- 2010 Lifetime Achievement Award (Guggenheim Museum)
- 2011 Deutsche Akademische Austausch Diennst (DAAD) Berlin fellowship
- 2012 Doctorate in Fine Arts Honoris Causa (Nova Scotia College of Art and Design)
- 2012 Distinguished Feminist Award (College Art Association)
- 2014 Doctorate in Fine Arts Honoris Causa (Courtauld Institute of Art)
- 2016 Honorary Doctor of Fine Arts (Rhode Island School of Design)
- 2016 New Foundation Seattle Inaugural award — for a woman artist working toward social justice
- 2016 Distinguished Artist Award (Women's Caucus for Art)
- 2017 Lichtwark Prize (City of Hamburg, Germany) — awarded every five years